# Espagne aux Jeux olympiques d'hiver de 2006
Cet article contient des informations sur la participation et les résultats de l'Espagne aux Jeux olympiques d'hiver de 2006 à Turin en Italie. L'Espagne était représentée par 16 athlètes.

## Médailles
|         | Médaille d'or | Médaille d'argent | Médaille de bronze | Total |
| ------- | ------------- | ----------------- | ------------------ | ----- |
| Espagne | 0             | 0                 | 0                  | 0     |

## Épreuves

### Ski alpin
Femmes
- Andrea Casanovas
- Nuria Montane
- Leyre Morlans
- María José Rienda
- Carolina Ruiz Castillo

### Ski de fond
Hommes
- Juan Jesus Gutierrez
- Luis Alberto Hernando
- Diego Ruiz
- Vicente Vilarrubla

Femmes
- Laia Aubert Torrents
- Laura Orgué

### Snowboard
Cross H
- Jordi Font
- Ibon Idigoras

Halfpipe H
- Iker Fernandez

Halfpipe F
- Queralt Castellet
- Clara Villoslada